# 26661 Кемпелен
26661 Кемпелен (26661 Kempelen) — астероїд головного поясу, відкритий 27 листопада 2000 року.
Тіссеранів параметр щодо Юпітера — 3,600.